# Bernardo Uribe
Bernardo Uribe Jongbloed (1975) é um matemático colombiano.
Uribe frequentou a escola em Bogotá, e estudou de 1994 a 1998 na Universidade de Los Andes, obtendo um doutorado em 2002 na Universidade do Wisconsin-Madison, orientado por Alejandro Ádem, com a tese Twisted K-Theory and Orbifold Cohomology of the Symmetric Product. No pós-doutorado esteve no Instituto Max Planck de Matemática em Bonn. Em 2003/2004 foi professor assistente na Universidade de Michigan. Foi professor na Universidade Nacional da Colômbia e na Universidade de Los Andes, sendo desde 2014 professor na Universidad del Norte em Barranquilla. Em 2010 foi pesquisador convidado com Wolfgang Lück na Universidade de Münster.
Foi palestrante convidado do Congresso Internacional de Matemáticos no Rio de Janeiro (2018: The evenness conjecture in equivariant unitary bordism).

## Publicações selecionadas
- com Ernesto Lupercio: Gerbes over orbifolds and twisted K-theory, Communications in Mathematical Physics, Volume 245, 2004, p. 449–489
- com Ernesto Lupercio:Loop groupoids, gerbes, and twisted sectors on orbifolds, 2001, Arxiv
- Orbifold cohomology of the symmetric product, 2001, Arxiv
- com Lupercio: An introduction to Gerbes on Orbifolds, Annales Mathematiques Blaise Pascal, Arxiv 2004
- com T. De Fernex, E. Lupercio, T. Nevins: Stringy Chern classes of singular varieties, Advances in Mathematics, Volume 208, 2007, p. 597–621, Arxiv
- com E. Lupercio, M. A. Xicotencatl: Orbifold string topology, Geometry & Topology, Volume 12, 2008, p. 2203–2247, Arxiv